# HD64988
HD64988 — хімічно пекулярна зоря спектрального класу A0, що має видиму зоряну величину в смузі V приблизно  7,9.
Вона  розташована на відстані близько 1212,5 світлових років від Сонця.

## Пекулярний хімічний склад
Зоряна атмосфера HD64988 має підвищений вміст 
Si
.